# 師保元
師保元，山东人，清朝政治人物。举人出身。
乾隆五十九年（1794年），擔任清朝廣州府新安縣知縣。后由陳兆言接任。